# Lypsimena proletaria
Lypsimena proletaria är en skalbaggsart som först beskrevs av Julius Melzer 1931.  Lypsimena proletaria ingår i släktet Lypsimena och familjen långhorningar. Inga underarter finns listade i Catalogue of Life.